# Nyergesújfalu
Nyergesújfalu est une ville et une commune du comitat de Komárom-Esztergom en Hongrie.